# What's Your Pleasure?
What's Your Pleasure? —en español, ¿Cúal es tu placer?— es el cuarto álbum de estudio de la cantante y compositora británica,  Jessie Ware, que fue lanzado mundialmente el 26 de junio de 2020 por los sellos discográficos PMR, Virgin EMI y EMI.

## Antecedentes
Después del ciclo promocional de su álbum anterior Glasshouse, Ware se sintió presionada a dejar la música debido a las bajas ventas del álbum y su agotamiento por las giras. Sin embargo, el podcast Table Manners de Ware obtuvo un gran éxito al cosechar más de 13 millones de oyentes y pronto se convirtió en la principal prioridad de Ware. Hablando con The Independent, Ware describió el éxito del podcast como un "punto de inflexión" que cambió su perspectiva de sí misma: "De repente me sentí más cómoda en mi piel".
Tras el anuncio del lanzamiento del álbum en febrero de 2020, Ware describió el álbum como un "trabajo de amor de dos años", citando además el álbum como sus visiones de "escapismo y ritmo". Las doce pistas de What's Your Pleasure? se alejan de su sonido "melancólico" habitual en sus lanzamientos anteriores, para centrarse en un sonido más disco, hi-NRG y house. Con Ford coproduciendo el álbum, Ware pretendía rendir homenaje al alma de la fallecida cantautora estadounidense Minnie Riperton, y a la escena disco underground de Nueva York.

## Composición

### Música y letras
Musicalmente, What's Your Pleasure? ha sido describo como un álbum de disco, post-disco, funk, Italo disco, Hi-NRG, rave, deep house, acid house, electro, new wave, trip hop, R&B, gospel,dream pop, chamber folk, y soul.

## Recepción crítica
What's Your Pleasure? recibió elogios generalizados de la crítica. Fue elogiado por su sonido "inspirado en la discoteca" y citado como el trabajo "mejor" del cantante. Ware recibió elogios por "volver a donde comenzó" y por sonar "más audaz y flexible" en comparación con sus lanzamientos anteriores. En Metacritic, que asigna una calificación promedio ponderada de 100 a las reseñas de las principales publicaciones, el álbum recibió una puntuación promedio de 84, basada en 17 reseñas, lo que indica "aclamación universal". Tara Joshi de The Guardian elogió la naturaleza optimista de What's Your Pleasure? y lo comparó con otros álbumes de "disco para adultos" como Chromatica, de Lady Gaga o Honey, de Robyn.
La editora de NME, Hannah Mylrea, afirmó que el álbum era un regreso a las raíces de la músico disco de Ware, de las que se había alejado desde su debut en Devotion, y lo llamó "un cóctel embriagador de ritmos seductores, coros estimulantes y una producción elegante". Owen Myers de Pitchfork elogió las referencias musicales del álbum a las divas disco del pasado como Donna Summer, Diana Ross y Anita Ward y le otorgó la distinción de Mejor Música Nueva del sitio web. Myers comentó positivamente sobre el compromiso de Ware de hacer música edificante al tiempo que permite que "un poco de su psicodrama característico se filtre en las escapadas nocturnas que describe, y las motas de aburrimiento hacen que las alturas sean aún más altas".
En julio de 2020, el álbum fue incluido en la lista de Slant Magazine de los mejores álbumes de 2020 hasta esa fecha.

## Listas de canciones
Créditos adaptados de Apple Music.
- Edición estándar

| What's Your Pleasure? |                          | |                         |          |  |
| N.º                   | Título                   | Escritor(es) | Productor(es)           | Duración |  |
| 1.                    | «Spotlight»              | Jessie Ware, James Ford, Shungudzo y Danny Parker | Ford                    | 5:31     |  |
| 2.                    | «What's Your Pleasure?»  | Jessie Ware, James Ford, Shungudzo y Danny Parker | Ford                    | 4:38     |  |
| 3.                    | «Ooh La La»              | Jessie Ware, James Ford, Shungudzo y Danny Parker | Ford                    | 3:48     |  |
| 4.                    | «Soul Control»           | Jessie Ware, Morgan Geist James Ford, Shungudzo y Danny Parker | Ford y Geist            | 3:59     |  |
| 5.                    | «Save a Kiss»            | Jessie Ware, James Ford, Shungudzo y Danny Parker | Ford y Midland          | 4:02     |  |
| 6.                    | «Adore You»              | Jessie Ware y Joseph Mount | Mount                   | 3:45     |  |
| 7.                    | «In Your Eyes»           | Jessie Ware y James Ford | Ford                    | 4:58     |  |
| 8.                    | «Step into My Life»      | Jessie Ware, James Ford y Adam Bainbridge | Ford y Bainbridge       | 3:37     |  |
| 9.                    | «Read My Lips»           | Jessie Ware y James Ford | Ford                    | 4:03     |  |
| 10.                   | «Mirage (Don't Stop)»    | Jessie Ware, James Ford, Benjamin Benstead, Clarence Coffee Jr., Matthew Tavares, Thomas Hull, Keren Woodward, Sara Dallin, Siobhan Fahey y Steven Jolley & Anthony Swain | Ford, Tavares y Benji B | 4:47     |  |
| 11.                   | «The Kill»               | Jessie Ware, James Ford y Clarance Coffee Jr. | Ford                    | 4:37     |  |
| 12.                   | «Remember Where You Are» | Jessie Ware, James Ford, Shungudzo y Daniel Parker | Ford                    | 5:34     |  |
| 53:19                 |                          | |                         |          |  |

## Posicionamiento en listas

### Semanales
| Listas (2020-2021)              | Mejor posición |
| ------------------------------- | -------------- |
| Bélgica (Ultratop flamenca)     | 36             |
| Bélgica (Ultratop valona)       | 136            |
| Irlanda (OCC)                   | 28             |
| Polonia (ZPAV)                  | 17             |
| Escocia (Scottish Albums Chart) | 3              |
| España (PROMUSICAE)             | 29             |
| Suiza (Schweizer Hitparade)     | 66             |
| Reino Unido (UK Albums Chart)   | 3              |
| EUA Top Album Sales (Billboard) | 34             |

### Certificaciones
| País        | Organismo certificador | Certificación | Ventas | Ref.   |
| ----------- | ---------------------- | ------------- | ------ | ------ |
| Reino Unido | BPI                    | Plata         | 60 000 | [ 32 ] |

## Historial de lanzamiento
| Región | Fecha               | Edición                   | Formato                                 | Sello(s) discográfico(s) | Ref.   |
| ------ | ------------------- | ------------------------- | --------------------------------------- | ------------------------ | ------ |
| Varios | 26 de junio de 2020 | Edición estándar          | Casete CD LP descarga digital streaming | PMR                      | [ 33 ] |
| Varios | 11 de junio de 2021 | Edición Platinum Pleasure | LP CD casete descarga digital streaming | PMR                      | [ 34 ] |